# Хонатан Менендес
Хонатан Менендес (ісп. Jonathan Menéndez, нар. 5 березня 1994, Буенос-Айрес) — аргентинський футболіст, нападник грецького клубу «Аріс».
Виступав, зокрема, за клуб «Індепендьєнте».

## Ігрова кар'єра
Народився 5 березня 1994 року в місті Буенос-Айрес. Вихованець футбольної школи клубу «Чакаріта Хуніорс». Дорослу футбольну кар'єру розпочав 2010 року в основній команді того ж клубу, в якій провів два сезони, взявши участь у 3 матчах чемпіонату. 
Згодом з 2012 по 2020 рік грав у складі команд «Севілья Атлетіко», «Чакаріта Хуніорс», «Тальєрес», «Індепендьєнте», «Ар-Райян», «Індепендьєнте» та «Тальєрес».
Своєю грою за останню команду знову привернув увагу представників тренерського штабу клубу «Індепендьєнте», до складу якого повернувся 2020 року. Цього разу відіграв за команду з Авельянеди наступний сезон своєї ігрової кар'єри.
Протягом 2021—2023 років захищав кольори клубів «Реал Солт-Лейк», «Велес Сарсфілд» та «Ньюеллс Олд Бойз».
До складу клубу «Аріс» приєднався 2023 року. 